# Melanothrix sanchezi
Melanothrix sanchezi är en fjärilsart som beskrevs av Schultze 1925. Melanothrix sanchezi ingår i släktet Melanothrix och familjen Eupterotidae. Inga underarter finns listade i Catalogue of Life.